# 11/11/11 – Das Omen kehrt zurück
11/11/11 ist ein Low-Budget-Horrorfilm von The Asylum. Er ist ein Mockbuster zum Kinofilm 11-11-11 – Das Tor zur Hölle. Veröffentlichung in den USA war der 1. November 2011, die leicht gekürzte deutsche Fassung erschien am 28. Juni 2012. Mit 12/12/12 (2012) und Day of the Demons – 13/13/13 (2013) folgten zwei inhaltlich eigenständige Nachfolger.

## Handlung
Jack und Melissa Vales ziehen gemeinsam mit ihrem Sohn Nathan in eine neue Stadt. Doch schon gleich zu Beginn ihres Zuzugs verhalten sich viele der neuen Nachbarn merkwürdig, insbesondere Annie, die ständig versucht, Nathan in ihr Haus zu locken, oder Chris Demms und Sarah Blight, die ihm drei Tage vor seinem Geburtstag, dem 11. November 2011, ein Buch über die Zahl 11 schenken. Glaubt man diesem Buch, soll am 11. November (20)11 der Teufel, in Gestalt eines 11-jährigen Jungen, auf die Erde zurückkehren.

## Kritik
„The Asylum, die Low-Budget-Produktionsschmiede für besonders eilige Fälle, dekliniert die Horrorklassiker durch und ist beim Omen angelangt. Der Zuschauer peilt schnell, wohin der Hase läuft, ganz anders verhält es sich naturgemäß bei den begriffsstutzigen Eltern des Satansknaben. Für Abwechslung und Farbe im vorhersehbaren Treiben sorgen schillernde Nebenfiguren, unter denen das böse Kindermädchen und eine seltsame alte Nachbarin tatsächlich nachhaltigen Eindruck hinterlassen. Solide gemacht und stimmungsvoll, durchaus ein Tipp für Gruselfreunde.“